# Bairros de Istambul

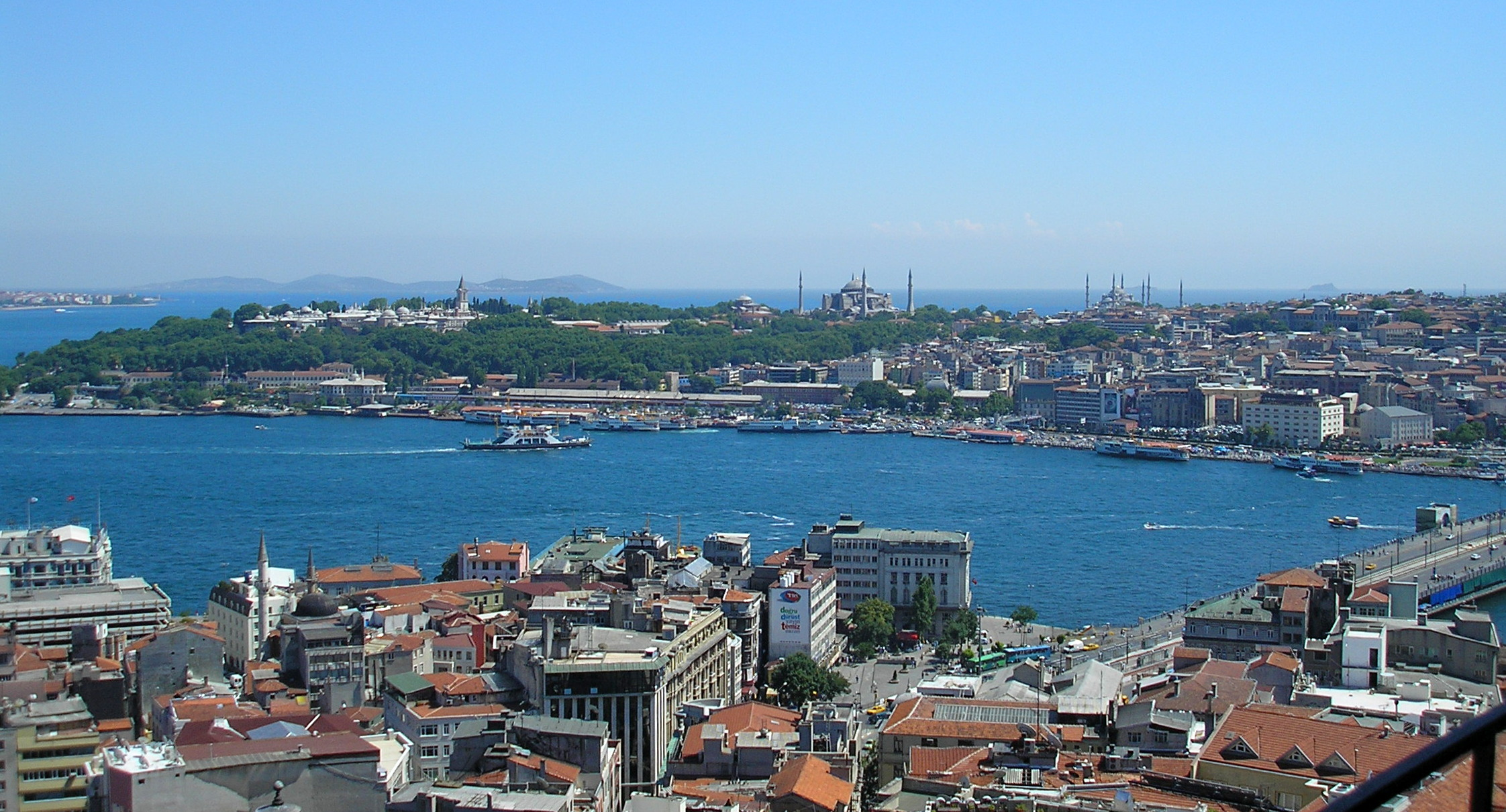
Vista dos bairros de Eminönü (ao fundo) e Gálata (em primeiro plano) desde a Torre de Gálata. Em primeiro plano: Karaköy e a embocadura do Corno de Ouro; canto inferior direito: Ponte de Gálata; a colina arborizada ao fundo é o Cabo do Serralho, com o Palácio Topkapı em cima, à esquerda; para a direita avistam-se Basílica de Santa Sofia e a Mesquita Azul (Sultanahmet); por baixo de Santa Sofia encontra-se o bairro de Sirkeci; em sentido restrito, o bairro de Eminönü começa no extremo direito da imagem, junto à Ponte de Gálata. Ao fundo à esquerda avista-se a extremidade sul do Bósforo, a ponta de Kadıköy, na extremidade e as Ilhas dos Príncipes (Adalar), ao largo do Mar de Mármara.

Os bairros de Istambul, a maior cidade da Turquia, contam-se às centenas, sendo muitos deles conhecidos internacionalmente pela sua importância, história e património edificado. Neste artigo referem-se apenas os bairros mais históricos e do centro.

## Geografia da cidade
Com mais de treze milhões de habitantes (em 2010) e mais de cinco mil quilómetros de superfície (área administrada pelo município metropolitano), Istambul é uma das maiores metrópoles do mundo, densamente urbanizada, especialmente no centro, que geograficamente se encontra, na prática, a confluência entre o estreito do Bósforo, o Mar de Mármara e o estuário do Corno de Ouro. O Bósforo é o braço de mar com orientação norte-sul que separa a Europa, a oeste, da Ásia, a leste, e que liga o Mar Negro com o Mar de Mármara, que por sua vez está ligado com o Mediterrâneo. A cidade ocupa as margens ocidental e oriental do Mar de Mármara e do Bósforo, e a área metropolitana estende-se até às margens do Mar Negro.
O centro urbano e histórico do lado europeu (Rumélia) é dividido pelo Corno de Ouro, um estuário orientado noroeste-sudeste que separa a chamada península histórica, onde se situava Constantinopla propriamente dita e cuja extremidade se designa Cabo do Serralho (Sarayburnu), da antiga cidade de Pera (atual Beyoğlu), uma zona com forte presença de comunidades europeias ocidentais desde os tempos bizantinos até ao início de século XX. Devido à geografia e um pouco também à história, pode falar-se em três, senão quatro, centros urbanos e históricos em Istambul: dois no lado europeu, um em cada uma das margens da extremidade do Corno de Ouro e outro aproximadamente em frente destes, no lado asiático (Anatólia) do Bósforo.
Os dois centros principais, ambos no lado europeu são a Praça Sultão Ahmet (Sultanahmet Meydanı), a sul do Corno de Ouro, e Praça Taksim, a norte. A zona de Sultanahmet e o atual distrito de Fatih do qual faz parte, ocupa aquilo que foi o centro da Bizâncio grega e Constantinopla romana e bizantina. A Praça Taksim pode considerar-se o centro da cidade moderna; situa-se no extremo norte daquilo que foi o bairro cultural e etnicamente mais ocidentalizado da capital bizantina e otomana, no atual distrito de Beyoğlu.
No lado asiático, o centro tem contornos ainda mais vagos e encontra-se nos distritos de Üsküdar e Kadıköy. O primeiro ocupa aquilo que foi a cidades de Scutari e Crisópolis na Antiguidade, em frente ao Corno de Ouro e Beyoğlu. Kadıköy, a antiga cidade de Calcedónia, encontra-se ligeiramente imediatamente a sudeste de Üsküdar.

## Península histórica (Fatih)

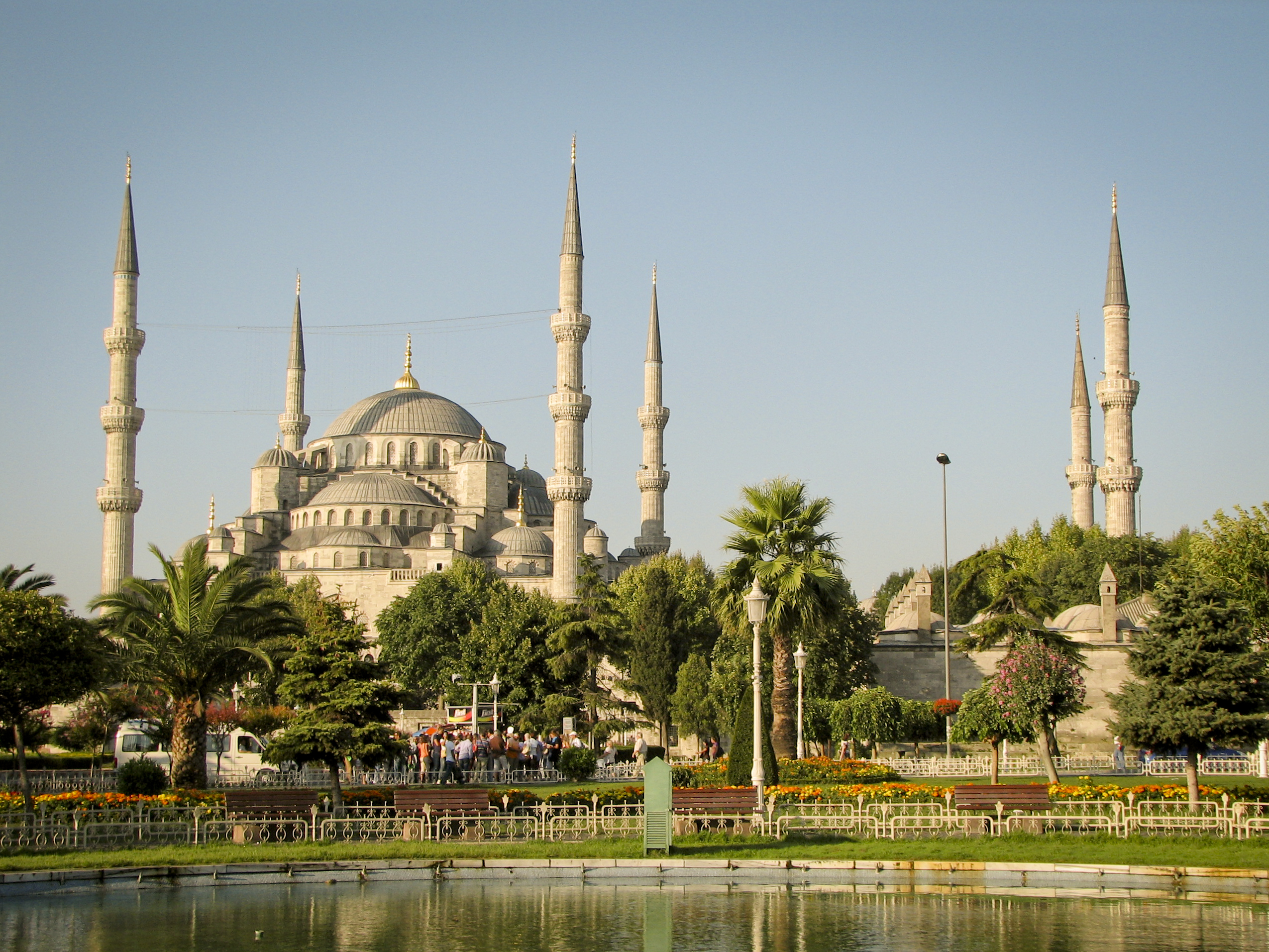
A Mesquita Azul vista da Praça Sultão Ahmet

O bairro de Eminönü era até há alguns anos um distrito, tendo sido integrado no de  Fatih. Situa-se na margem sul da embocadura do Corno de Ouro. Embora seja frequente associá-lo mais à área onde se situam a Mesquita Yeni, a Ponte de Gálata e o Bazar das Especiarias, a área de Sultanahmet, na mesma colina, mas mais acima, também fazia parte do antigo distrito de Eminönü. Sultanahmet é o bairro centrado na praça com o mesmo nome, a qual ocupa o que era o hipódromo romano, onde se encontram três dos maiores ícones da cidade, a Mesquita Azul (ou de Sultanahmet), a Basílica de Santa Sofia (Ayasofya) e o Palácio Topkapı. A par  de Taksim e Aksaray, Sultanahmet é uma das áreas com maior concentração de hotéis.
A oeste de Sultanahmet encontra-se o bairro de Bajazeto, centrado na praça do mesmo nome, onde se situava o Fórum de Teodósio, junto à qual se encontra a Mesquita de Bajazeto, a Universidade de Istambul e o Grande Bazar. Mais para oeste encontra-se Aksaray, um importante nó de transportes públicos. A noroeste de Bajazeto encontra-se o bairro de Vefa, cujo marco mais importante é a Mesquita de Solimão, a maior da cidade e a situada a maior altitude. Junto a Eminönü encontra-se Sirkeci, onde se situa a Estação de Sirkeci, o antigo terminal do Expresso do Oriente. Seguindo para noroeste, na encosta da colina que dá para o Corno de Ouro, encontram-se Fener (ou Fanar), um antigo bairro grego, onde se situa a sede do Patriarcado Ecuménico de Constantinopla e a Catedral de São Jorge, a principal igreja ortodoxa grega da cidade, e o bairro judeu de Balat, onde se situava o palácio bizantino de Blaquerna.
Outros bairros famosos de Fatih próximos de Balat e Fener, mas mais distantes do Corno de Ouro, são Zeyrek, onde se encontra a mesquita homónima, a antiga igreja bizantina de Cristo Pantocrator, e Çarşamba, um dos bairros muçulmanos mais conservadores, onde se encontra a Igreja de Pammakaristos, posteriormente convertida na mesquita de Fethiye e atualmente parcialmente transformada num museu. A sudoeste de Balat encontra-se Sulukule, alegadamente o primeiro bairro do mundo ocupado por ciganos. A presença de ciganos nesta zona remonta aos tempos bizantinos e foi logo a seguir à conquista turca de Constantinopla que o bairro foi povoado por ciganos sedentários. Na zona costeira do Mar de Mármara destacam-se os bairros portuários de Yenikapı e Kumkapı. Este último é um bairro tradicionalmente arménio, onde se situa o Patriarcado Arménio de Constantinopla.

## A norte do Corno de Ouro

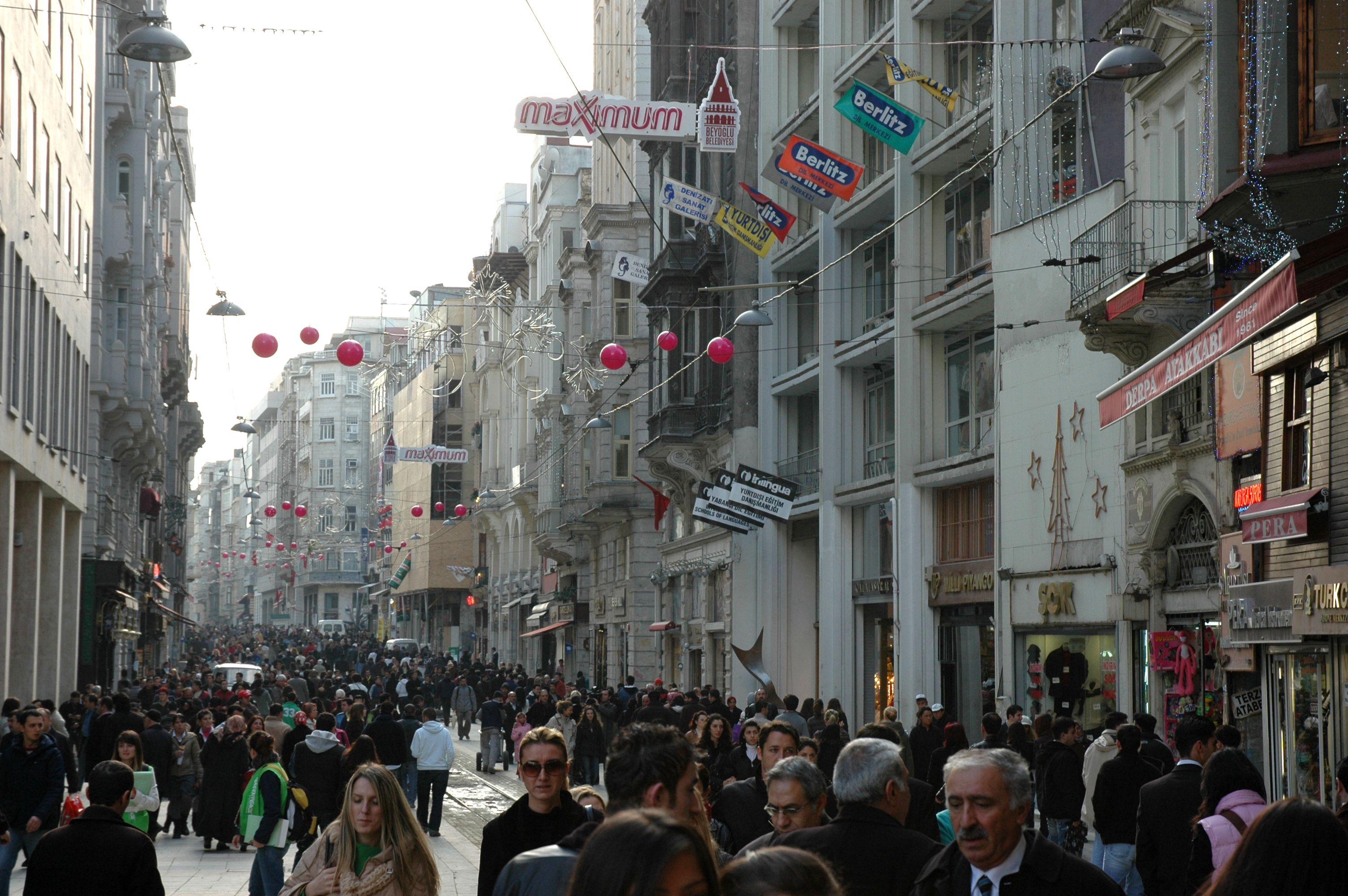
A Avenida İstiklal, em Beyoğlu, a rua mais movimentada de Istambul.

Gálata, também chamada de Pera pelos europeus até ao século XX, faz parte do distrito de Beyoğlu. Situa-se no lado norte do Corno de Ouro, em frente a Eminönü, à qual está ligada pela Ponte de Gálata. Entre os muitos monumentos do bairro encontra-se a Torre de Gálata, construída em 1348 por genoveses como parte das forticações da sua colónia em Constantinopla. Uma das ruas mais famosas e mais movimentadas de Istambul, a Avenida İstiklal, liga Gálata com o que é usualmente apontado como o centro "moderno" (de meados do século XX) de Istambul, a Praça Taksim. A avenida atravessa o chamado bairro de Galatasaray, centrado na praça do mesmo nome, onde se encontra o Liceu de Galatasaray (Galatasaray Lisesi), onde em 1905 nasceu o Galatasaray Spor Kulübü, um dos clubes de futebol mais populares da Turquia.
Karaköy é por vezes referido como o nome turco de Gálata e outras vezes é apresentado como a zona costeira que vai da margem norte da embocadura do Corno de Ouro e se prolonga pela margem do Bósforo até Tophane. Seguindo para norte ao longo da margem do Bósforo, o bairro seguinte é Kabataş, um bairro costeiro portuário. A encosta que desce desde a Praça Taksim para Kabataş é ocupada pelo bairro de Cihangir. Hasköy é o bairro de Beyoğlu situado na encosta norte do Corno de Ouro, em frente a Balat e Fener. Era um bairro habitado sobretudo por judeus sefarditas, que aí se instalaram na viragem do século XV para o século XVI, mas onde também viviam judeus caraítas, arménios e gregos.

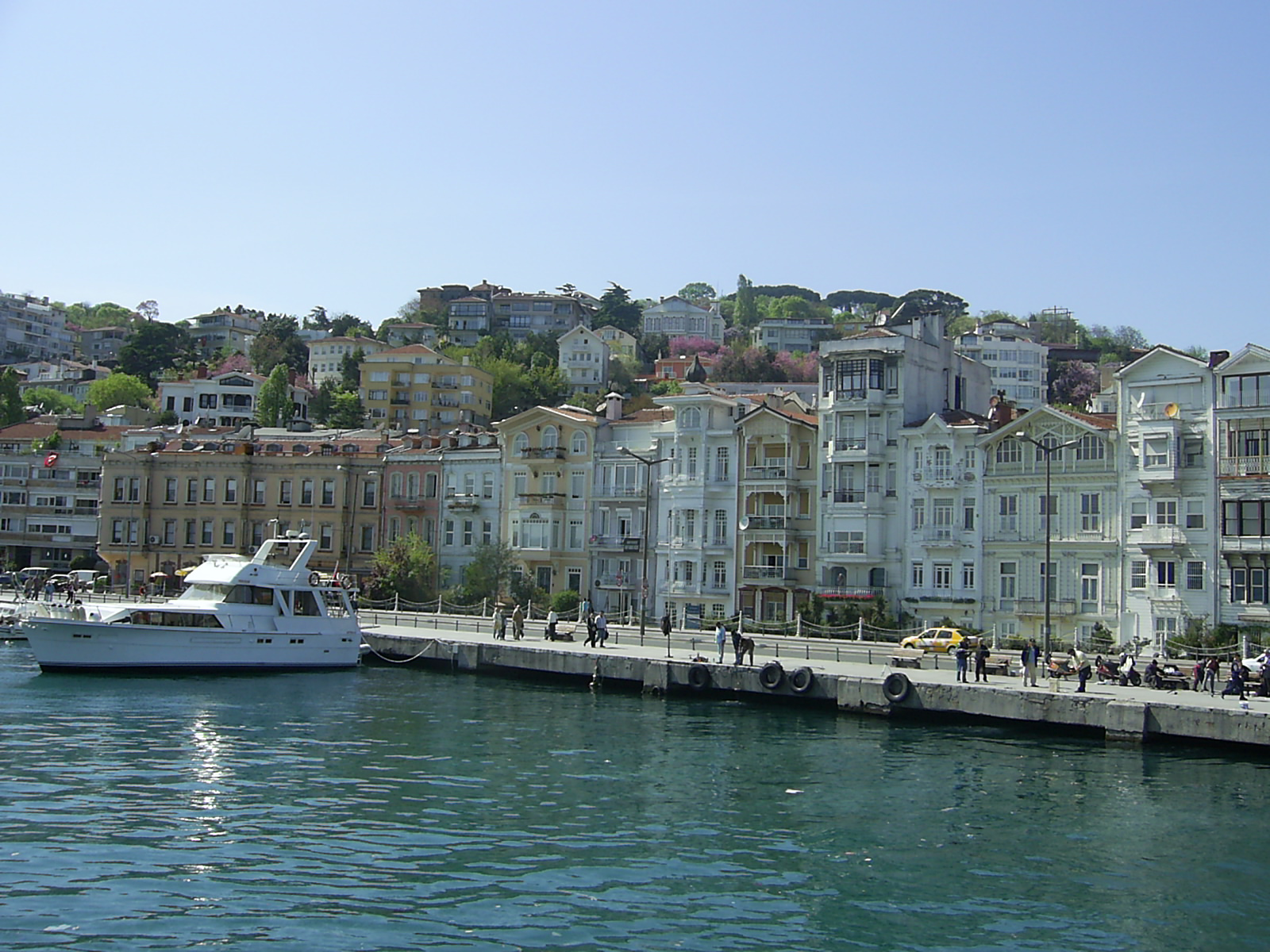
A margem do Bósforo em Arnavutköy.

O distrito de Şişli, a norte da Praça Taksim, por cima da parte sul de Beşiktaş, é um dos mais elegantes e movimentados da "cidade nova". É uma zona com muito comércio, muitas lojas de marcas internacionais, muitos cafés e restaurantes. Aí se encontram bairros de classe média e alta, como Teşvikiye e Nişantaşı, nos quais se encontram belos edifícios de estilo ocidental construídos a partir do século XIX, quando muitas famílias mais endinheiradas da cidade, nomeadamente judias e levantinas (francófonos de Istambul) construíram aí as suas casas. É em Şişli, no bairro mais moderno, de negócios e comercial de Mecidiyeköy que se situam os estádios do Galatasaray Spor Kulübü, o antigo Ali Sami Yen e o moderno Türk Telekom Arena. Kurtuluş, outro bairro de Şişli, era um bairro tradicional grego e, mais tardiamente também arménio, com muitas casas tradicionais em madeira, a maior parte das quais ardeu num grande incêndio em 1929. Os gregos abandonaram o bairro depois dos motins de 1955 (o chamado pogrom de Istambul, mas ainda é um bairro muito cosmopolita, onde vivem muitos artistas. Maslak, o bairro mais a norte é, juntamente com o vizinho Levent, um dos centros financeiros de Istambul, onde se encontram muitos arranha-céus modernos. Şişli tem também áreas bem menos glamorosos, como Kuştepe, um gecekondu (bairro ilegal) habitado principalmente por ciganos.
Abaixo e a nordeste de Şişli e pegado a Karaköy, começa o distrito de Beşiktaş, que se estende ao longo do Bósforo, desde o Palácio Dolmabahçe até Bebek e Arnavutköy (não confundir com o distrito homónimo a noroeste), uma zona residencial à beira do Bósforo das mais elegantes e ricas de Istambul, situada entre as duas pontes, famosa pelas suas luxuosas yalıs à beira-mar.[a] Sempre à beira do Bósforo, a seguir a Dolmabahçe encontram-se os palácios imperiais de Çırağan, atualmente um hotel de luxo, e mais acima, na encosta, o de Yıldız, no parque e bairro homónimos. Mais acima localiza-se um dos locais de passeio mais populares da cidade, a zona do bairro de Ortaköy junto à mesquita homónima e à primeira Ponte do Bósforo. Levent, um bairro moderno de arranha-céus, também faz parte do distrito de Beşiktaş.

## Lado asiático

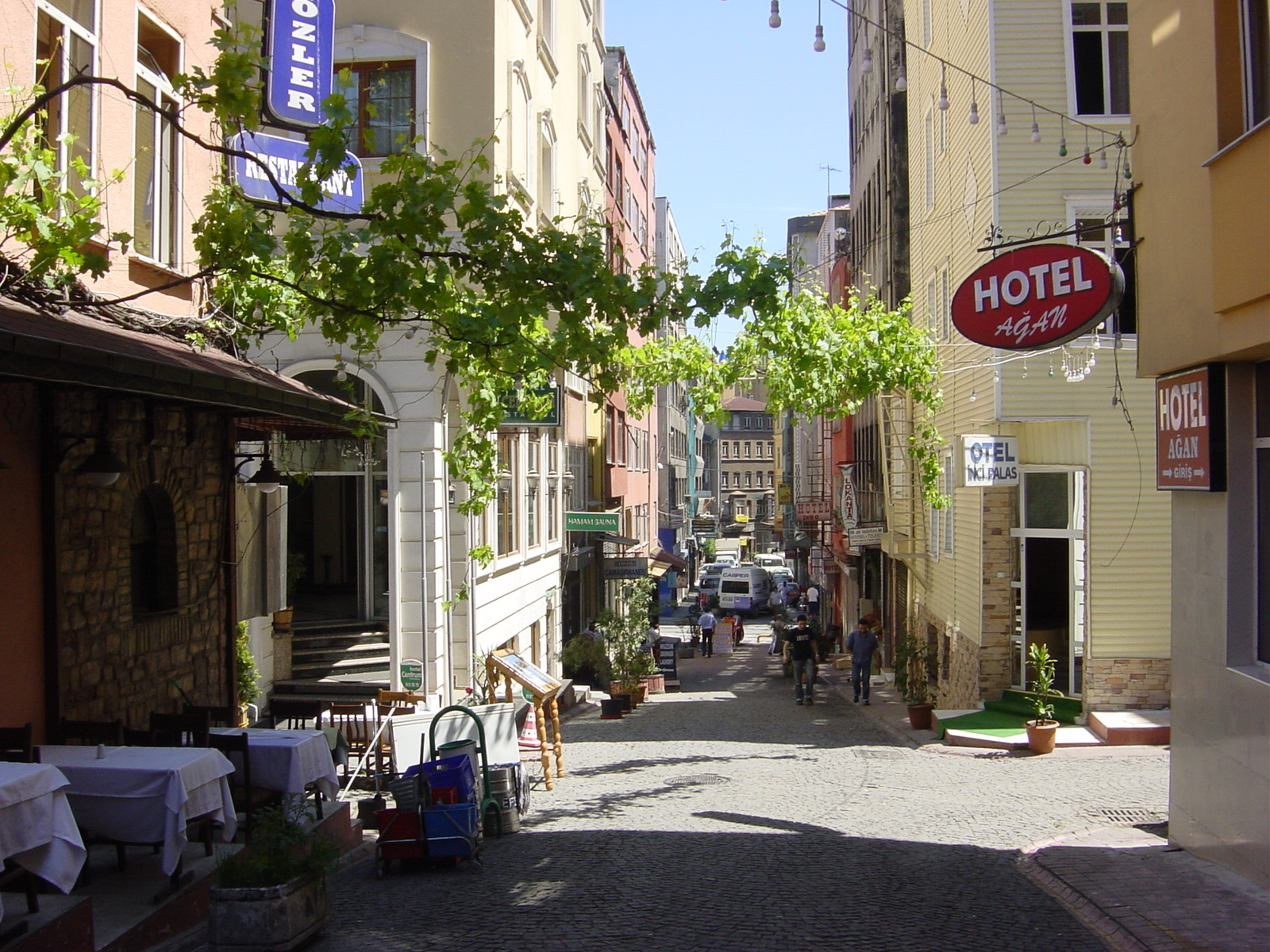
Rua de Üsküdar

Os centros do lado asiático encontram-se nos distritos de Üsküdar[b] e Kadıköy, nas margens do Bósforo e Mar de Mármara, junto aos principais cais dos ferry boats que ligam com o lado europeu. Ambos os distritos têm uma longa história. Üsküdar foi a antiga cidade de Scutari e Crisópolis na Antiguidade e Kadıköy foi um assentamento fenício alguns séculos antes de ali ter sido fundada no século VII a.C. a colónia grega de Calcedónia, 17 anos antes de Bizâncio segundo Heródoto. Üsküdar foi uma cidade importante até ser integrada em Istambul no século XX, tendo sido conquistada pelos otomanos um século antes de Constantinopla, enquanto Kadıköy só ganhou importância em finais do século XIX, quando se tornou uma área residencial popular de famílias gregas ricas, para o que contribuiu o aparecimento dos barcos a vapor no Bósforo, que dotaram a área de acesso fácil ao centro da cidade. Atualmente o centro de Üsküdar tem um aspeto mais antigo do que Kadıköy, que tem mais ar de subúrbio moderno, apesar de alguns dos seus quarteirões serem frequentados e habitados pelos istambulitas mais abastados e ter diversas áreas de comércio e lazer muito populares e concorridas, como Moda e a Avenida de Bagdade.